# Perdita lompocensis
Perdita lompocensis är en biart som beskrevs av Timberlake 1958. Perdita lompocensis ingår i släktet Perdita och familjen grävbin. Inga underarter finns listade i Catalogue of Life.